# Kastrup Boldklub
Kastrup Boldklub (stiftet 4. maj 1933) er en dansk fodboldklub beliggende på Amager. Klubben blev stiftet under navnet Boldklubben Funkis før man i 1941 tog navneforandring til det nuværende.
Kastrup boldklub har tidligere spillet ni sæsoner i den bedste række og i alt fem sæsoner i den næstbedste række i perioden 1975-1988.
Kastrup Boldklub oplevede sin sportsligt bedste periode i 1970erne, da klubben vandt 3. division i sæsonen 1974 og 2. division året efter. Kastrup spillede i den bedste række seks sæsoner i træk fra 1976 til 1981 med en fjerdeplads i 1979 som bedste placering. I 1980 deltog Kastrup i Intertoto Cup. Klubben var senest i den bedste række i 1987.
Klubbens mest kendte spiller er Jan Heintze, der spillede i Kastrup Boldklub 1981-1982, før han skiftede til PSV Eindhoven. Jan Heintze opnåede 86 A-landskampe.
Klubbens lokale rivaler er Fremad Amager og AB Tårnby.
Klubben var sammen med Tårnby Boldklub fra 2002 en del af overbygningen Amager United. I 2006 valgte klubben dog at trække sig ud af samarbejdet. I sommeren 2008 indgik Kastrup Boldklub i et samarbejde med Fremad Amager, KFB og Dragør BK om at danne FC Amager, men i 2009 gik fusionsklubben konkurs, og Kastrup Boldklub blev tvangsnedrykket helt ned i Serie 1.

## Tidligere formænd
- 200x-2005: Gorm Thorius
- 2005-2006: René Jarnel
- 2006-2008: Søren Mortensen
- 2008-2010: Erik Brise
- 2010-2011: Kim Højlund
- 2012-2017: Anders Nannerup
- 2017-2019: Jackie Lauritsen

## Ekstern kilde/henvisning
Kastrup Boldklubs officielle hjemmeside
| Fodbold | Spire Denne artikel om en dansk fodboldklub er en spire som bør udbygges. Du er velkommen til at hjælpe Wikipedia ved at udvide den. |